# Сонина, Ольга Геннадьевна
Ольга Геннадьевна Сонина (род. 10 января 1980, Новосибирск) — российская дзюдоистка, чемпионка и призёр чемпионатов России, чемпионка Европы, мастер спорта России международного класса. В 2003-2007 годах являлась членом сборной команды страны. Выпускница Новосибирского государственного педагогического университета. Завершила спортивную карьеру.

## Спортивные достижения
- Чемпионат России по дзюдо 2000 — ;
- Чемпионат России по дзюдо 2002 — ;
- Чемпионат России по дзюдо 2003 — ;
- Чемпионат России по дзюдо 2004 — ;
- Чемпионат России по дзюдо 2007 — ;